# Kaniagara
Ne doit pas être confondu avec Kagnagara.
Kaniagara est une commune rurale située dans le département de Kankalaba de la province de Léraba dans la région des Cascades au Burkina Faso.

## Éducation et santé
La commune accueille un centre de santé et de promotion sociale (CSPS).